# هنريك يورغنسن
هنريك يورغنسن (بالدنماركية: Henrik Jørgensen)‏ هو مدرب كرة قدم ولاعب كرة قدم دنماركي في مركز حراسة المرمى، ولد في 16 فبراير 1966 في الدنمارك في مملكة الدنمارك. لعب مع آرهوس جمناستيك فورينينغ ودندي يونايتد وسوون سامسونغ بلووينغز ونادي فيبورج.

## وصلات خارجية
- هنريك يورغنسن على موقع دوري كوريا الجنوبية (الإنجليزية)
- هنريك يورغنسن على موقع قاعدة بيانات كرة القدم.إي يو (الإنجليزية)